# Fox terrier
El fox terrier es una raza de perro utilizada antiguamente para hacer salir a los zorros de sus madrigueras para poder ser perseguidos por perros de rastreo. Actualmente este terrier es un animal de compañía.

## Origen
Esta raza de perros fue creada para ayudar en la caza del zorro. Antes de su creación, la cacería solía acabar en fracaso en cuanto el zorro alcanzara su guarida. La introducción del fox terrier en la caza resolvió parcialmente este problema: cuando el zorro se trataba de escabullir bajo tierra, el terrier era enviado en su búsqueda. Esto dio lugar a los requerimientos concretos de esta raza: en primer lugar, tener la resistencia necesaria para correr junto al grupo de cacería, segundo, ser lo suficientemente pequeño para introducirse en la guarida del zorro, y tercero, ser duro y fuerte, ya que un zorro acorralado en su guarida podría tratar de repeler al intruso y generar un enfrentamiento.
El término fox terrier se empleó de forma genérica en la última parte del siglo XIX. Se refería a un grupo de perros de distinto tipo que eran criados para la caza. Este tipo de perros eran llamados generalmente foxies (zorreros en inglés) sin importar su tipo o tamaño. El primer fox terrier, un perro llamado "Foiler" o "Viejo Foiler", fue registrado por el Kennel Club alrededor de 1875 o 1876, y con su cría comenzó el proceso de estandarización.
Estos perros son muy inteligentes. Con las personas son muy nobles, sin embargo, necesitan una socialización muy temprana debido a su temperamento. Además, es una raza de perro que se utiliza como cazador de zorros y jabalíes, sobre todo en el norte de España.

## Variedades y desarrollo
- Fox terrier de pelo duro
- Fox terrier de pelo liso

Ambos se desarrollaron en Inglaterra hace unos doscientos años y probablemente desciendan de distintos ancestros.
Se cruzaron las dos variedades para dar a la versión de pelo duro el color blanco y una cabeza más definida que la mostrada en la raza de pelo liso. Actualmente se mantiene la división para que cada variedad conserve su pelaje característico, que es en definitiva suave, liso y duro en el del pelo liso, y duro y tieso en el de pelo duro. Por lo demás son prácticamente iguales, con el blanco como color predominante y manchas negras o castañas.  Si bien es cierto que existe una ligera diferencia de tamaño entre ambas variedades en su estándar, ya que el fox terrier de pelo duro pesa 8,25 kg en el caso de los machos, y algo menos las hembras. La variedad de pelo liso es algo más ligera, pesando entre 7,5 y 8 kg los machos, y entre 7 y 7,5 kg las hembras.
El fox terrier tiene una cabeza delgada y bastante alargada, cráneo plano, hocico largo, orejas pequeñas en forma de V y ojos oscuros. El pecho es profundo pero no ancho, el lomo corto y recto, las caderas musculosas y la cola de porte alto.

## Carácter
Perro vital y elegante, es alegre, inteligente, valiente y totalmente terrier. Listo y atractivo, posee un gran optimismo y una bravura incuestionable. Se trata de un perro hermoso, deseable como compañero y útil. Además tiene un buen tamaño y es fácil de tener en un piso en la ciudad. De todas formas es muy activo y le gusta tener un amo tan interesado por la vida como él.
Básicamente son perros sensatos. No se quedarán de pie en el jardín ladrando durante horas, como otras razas, sino cuando oigan un ruido para alertar a sus amos. Es un luchador nato y disfrutará con una trifulca de vez en cuando, o por lo menos persiguiendo a un gato hasta que éste se suba a un árbol.

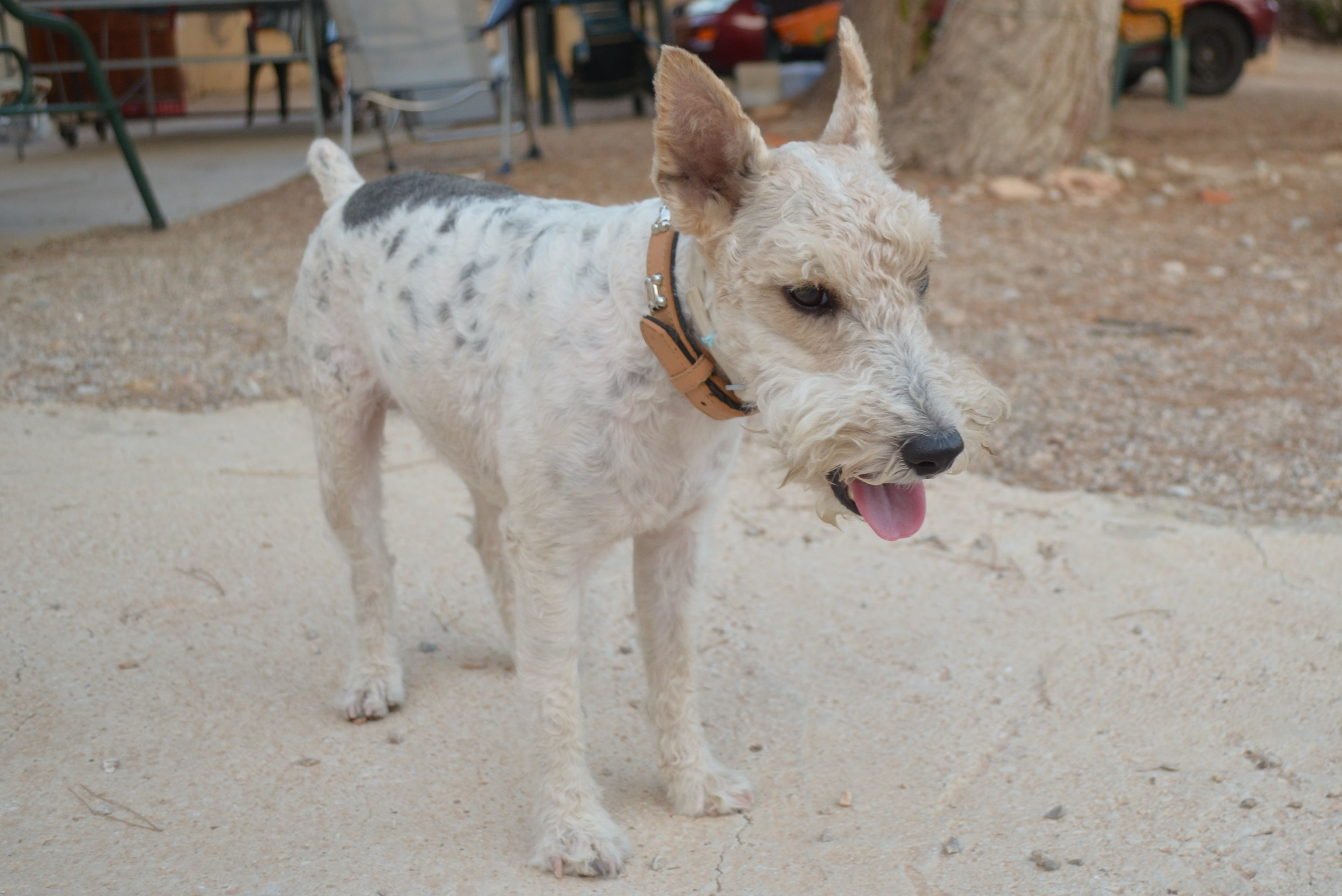
Macho de la raza Fox Terrier de 4 años de edad.

Debido a su inteligencia, son perros fáciles de adiestrar y es sencillo vivir con ellos. Son mascotas sensacionales que disfrutan enormemente con su familia y sus actividades. Actualmente pasan más tiempo sentados en un sofá que persiguiendo alimañas por el campo.
El color blanco procede de un "gen moteador" que actúa restringiendo la formación de color en mayor o menor grado, no estando relacionado con el albinismo en ningún caso.

## Cuidado
El proceso de cuidado es distinto para las variedades de pelo liso o rizado. El perro de pelo liso requiere un mínimo de cuidados por lo que no hay que dedicarle tiempo todos los días para cuidarlo sino una vez cada dos meses. Esto ayudará a mantener en buenas condiciones la piel y la capa, y al cuidarlo, será menos necesario el baño. Hay que acostumbrarlos desde pequeños al cepillado del pelo para que no sufran o huyan cuando se les hace cuando son más mayores.
En cuanto al Fox Terrier de pelo duro, se necesita una técnica de cuidado diferente a un mantenimiento de peluquería canina habitual. La técnica correcta para cuidar el pelo duro de los Fox se llama stripping. Esta técnica solo puede ser realizada por los profesionales de la peluquería canina y en stripping. Es una técnica indolora que consiste en retirar la capa más larga del pelo duro con cuchillas de trimming, manteniendo la capa de subpelo y una única capa de pelo duro viéndose uniforme en el cuerpo del terrier. 
En cuanto al baño, un perro normal y sano debe bañarse tan poco como sea posible ya que la piel del perro es muy distinta a la piel humana. Por tanto hay que bañar al perro únicamente cuando esté tan sucio que no se pueda limpiar de otra manera. Cuando procedemos a bañarlo, debemos hacerlo con el agua templada y un jabón especial para perro que podemos encontrar en las tiendas de animales o en el veterinario. Después de enjuagar para eliminar todo el jabón, se seca con una toalla y se peina.
Las uñas del Fox Terrier son otro punto a tener en cuenta para su cuidado. Debemos vigilarlas ya que las uñas largas levantan el pie del suelo y lo ensanchan además de que pueden hacer que el perro adopte posturas poco naturales que lo obliguen a cojear.

## En la cultura popular
El Fox terrier más famoso es Milú, el perro de Tintín de las historietas Las Aventuras de Tintín del caricaturista belga Hergé, mascota intrépida y leal del protagonista.
El cuento de Horacio Quiroga perteneciente a la antología Cuentos de amor, de locura y de muerte Yaguaí tiene de protagonista a un Fox terrier llamado Yaguaí, es también epónimo de la historia.